# Vic Berton
Vic Berton (* 7. Mai 1896 in Chicago als Victor Cohen; † 26. Dezember 1951 in Hollywood) war ein US-amerikanischer Jazzschlagzeuger.

## Leben
Berton war der Sohn eines Theatermusikers, spielte in den 1920er-Jahren in verschiedenen Tanzorchestern (Paul Whiteman, Vincent Lopez), bei Roger Wolfe Kahn und danach mit Red Nichols. Er experimentierte mit verschiedenen Beckenkonstruktionen, aus denen schließlich das Hi-Hat hervorging, ließ es sich aber nicht patentieren. Er war der Erste, der Pauken im Jazz benutzte.
Berton komponierte 1922 zusammen mit Art Kassel den Titel Sobbin'  Blues. 1924 nahm er als Mitglied der Wolverines auf und war auch zeitweise deren Manager, ferner mit Red Nichols, Jimmy Dorsey, Miff Mole u. a. in der Studioband The Charleston Chasers. Ende der 1930er-Jahre arbeitete er als Studiomusiker in den Filmstudios (er war zeitweise musikalischer Direktor bei Paramount) und als Solist in Sinfonieorchestern (wie dem Los Angeles Philharmonic Orchestra). Von Igor Stravinsky wurde er für die Aufführung der Geschichte vom Soldaten als Schlagzeuger herangezogen. Berton wirkte an Schallplattenaufnahmen von Miff Mole, Red Nichols und Joe Venuti mit.